# David Stockdale
David Adam Stockdale (* 20. září 1985 Leeds) je anglický profesionální fotbalový brankář, který chytá za anglický klub Sheffield Wednesday FC. V roce 2011 ho také italský trenér Fabio Capello nominoval do anglické reprezentace.

## Klubová kariéra

### York City
Stockdale se narodil v Leedsu a svoji kariéru začal v roce 2000 v týmu York City v mládežnických akademiích, kde postupoval z výběrů do 16 let až do 19 let. V březnu 2003 se stal týmovou dvojkou a svůj debut si odbyl proti Oxford United, kdy střídal ve 46. minutě. V sezoně 2004/05 Stockdale odehrál 21 ligových zápasů, ve kterých byl úspěšný, ale po nepohodách s vedení klubu v roce 2005 byl poslán hostování do dvou neprofesionálních klubů. Nakonec byl po sezoně 2005/06 z Yorku propuštěn.

### Darlington
Stockdale se jako volný hráč v roce 2006 připojil k Darlingtonu z League Two. V první sezoně odchytal jen 8 zápasů, ale po změně trenéra dostal plnou důvěru, stal se týmovou jedničkou a odchytal více než 40 zápasů.

### Fulham
V dubnu 2008 byl spojován s příchodem do Birminghamu City nebo Newcastlu United, ale Darlington později přijal nabídku Fulhamu, která se pohybovala okolo půl milionu liber. Po svém příchodu byl poslán na půlroční hostování do Rotherhamu United a v květnu 2009 byl poslán na měsíční hostování do třetiligového Leicesteru, kterému pomohl k prvnímu místu v League One a do návratu do League Championship. Po posledním zápasu proti Southend United, kdy Leicester vyhrál 2-0, řekl, že by měl zájem o přestup do klubu pro následující sezonu. Fulham si ho však nechal a debutoval v Premier League 13. září 2009 proti Evertonu a pomohl týmu k vítězství 2-1. Další zápas odchytal dokonce v Evropské lize proti CSKA Sofia, zápas skončil nerozhodně 1-1. Na jaře roku 2010 však byl znovu poslán na hostování do Plymouthu, kde odehrál 21 zápasů a nedokázal týmu pomoci se zachránit v League Championship.
V sezoně 2010/11 se Stockdale dostal do branky Fulhamu, protože Mark Schwarzer byl zraněný a také o něj projevoval zájem Arsenal. Sezónu začal udržením čistého konta na hřišti Boltonu. V dalším zápase proti Manchesteru United se stal hrdinou, protože v závěru zápasu chytil penaltu a Fulham o pár okamžiku srovnal na konečných 2-2. Znovu se do branky dostal v lednu, když Mark Schwarzer odjel s národním týmem na Asijský pohár, a odchytal několik zápasů, ve kterých tým výrazně podržel. Celkem v průběhu sezony 2010/11 odehrál 10 zápasů, z nichž 7 bylo ligových. Další sezonu Stockdale prodloužil smlouvu na čtyři roky a následně odešel na roční hostování do Ipswiche. V League Championship odehrál jen 18 zápasů, protože si ho Fulham v prosinci stáhl zpět do týmu z důvodu zranění Marka Schwarzera.

## Reprezentační kariéra
Stockdale se připojil k týmu Anglie po tom, co zapůsobil na manažera Fabia Capella svým klidem a výborným nahrazením Marka Schwarzera. První zápas proti Švýcarsku odseděl na lavičce, druhý proti Dánsku odehrát nemohl, protože se ženil.

## Osobní život
Stockdale se oženil se snoubenkou Kate 3. května 2011.

## Úspěchy

### Klubové

#### Leicester City
- League One: 2008/09